# La Minche du Diable

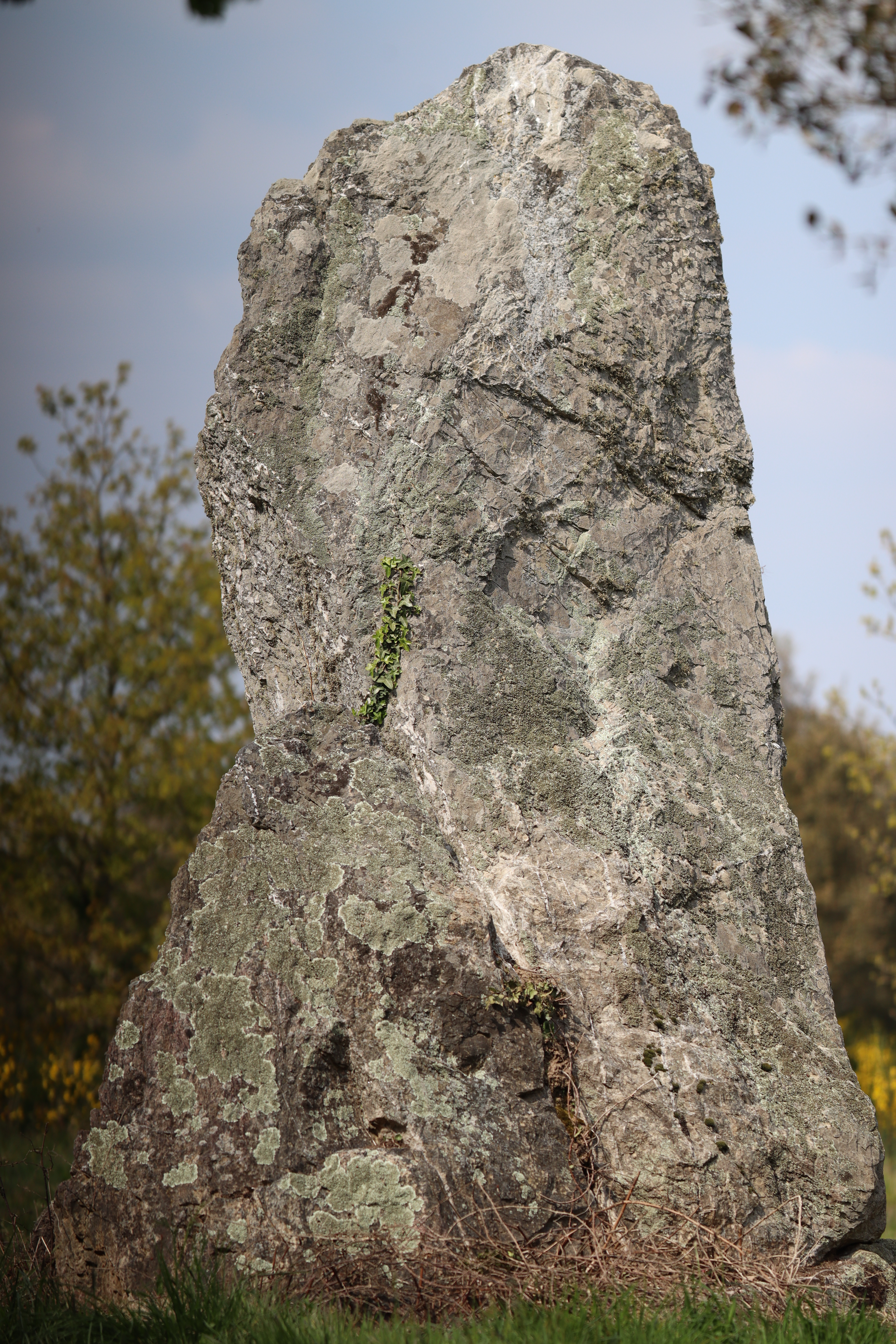
La Minche du Diable

Der Menhir La Minche du Diable (auch La Meinge du Diable oder La Pierre de la Combe genannt) steht westlich von Vairé bei Les Sables-d’Olonne im Département Vendée in Frankreich. La Minche du Diable ist der einzige, wenn auch schräg, stehende Menhir in Vairé.

## Beschreibung
Der leicht geneigte Menhir besteht aus von Quarzadern durchzogenem Chert. Er ist 3,70 m hoch und an der Basis 2,40 m breit. Ende des 20. Jahrhunderts wurde versucht, den Stein durch Feuer zu zerstören, was zu zahlreichen Rissen und Abplatzungen an der Basis des Steins führte.
Der Menhir ist seit 1969 als Monument historique registriert.

## Namenslegende
La Minche ist ein Wurfspiel, das im 19. Jahrhundert im Vendée sehr verbreitet war und bei dem mit „Palet“ genannten Holzwürfeln nach einem Holzblock geworfen wird, auf dem Münzen gestapelt sind. Glaubt man der Legende, wurde der Menhir vom Satan und einem Engel beim Minche-Spiel benutzt. Der Engel war sehr geschickt und sein Palet, ein großer flacher Stein, landet direkt neben dem Menhir. Der Teufel warf den Stein „Le Palet du Diable“, der etwa 200 m entfernt landete; dieser umgestürzte mögliche Menhir verschwand in den 1990er Jahren. Er hatte verloren und rannte wütend davon, seitdem heißt der Menhir „Minche du Diable“.